# Paleolab
Il Paleolab è un museo di geologia e paleontologia che ricostruisce l'area intorno Pietraroja come doveva essere circa 110 milioni di anni fa, quando era in vita l'esemplare del piccolo dinosauro della specie Scipionyx samniticus, ribattezzato informalmente Ciro, rinvenuto in quell'area.
Il Paleolab si trova nei pressi del parco geopaleontologico di Pietraroja, un'area nella quale fin dal 1798 il geologo Scipione Breislack segnalò la presenza di fossili. La scoperta del primo esemplare di fossile di dinosauro italiano nel 1980 circa, dimostrò che in quella zona doveva trovarsi una terra emersa, contrariamente a quanto si credeva precedentemente, ossia che l'intera area fosse sommersa dal mare.
Il museo, inaugurato il 10 aprile del 2005, presenta diversi allestimenti curati dal fisico Paco Lanciano, comprendenti proiezioni di video, anche tridimensionali, modelli in scala, e l'esposizione di diversi fossili ritrovati nella zona, alcuni dei quali in calco perché esposti presso il Museo di paleontologia dell'Università di Napoli "Federico II".
Il pezzo più interessante è sicuramente il fossile di Scipionyx samniticus, che presenta l'eccezionale conservazione di parti molli ed organi interni.